# Liane Holliday Willey
Liane Holliday Willey (nascida em 1959) é uma escritora, educadora, e palestrante norte-americana.
Willey foi diagnosticada portadora da síndrome de Asperger em 1999.
Foi a primeira pessoa a utilizar o termo aspie na mídia impressa, em seu livro "Fingindo ser Normal" (páginas 71 e 104), ainda em 1999. É editora-chefe do Autism Spectrum Quarterly e fundadora da Sociedade Asperger em Michigan.